# Patrick Lencioni
Patrick Lencioni es un escritor norteamericano de libros de  administración de empresas, principalmente en el campo la gestión de equipos. Participa como conferenciante en numerosos eventos aportando sus conocimientos en materias como  liderazgo,  gestión del cambio,  trabajo en equipo y  cultura corporativa. 
CNN Money lo destacó en 2008 como uno "de los 10 gurús de la gestión empresarial que deberías conocer". Por su parte, The Wall Street Journal destaca que es "uno de los oradores de negocios más solicitados".
Lencioni es fundador y presidente de The Table Group, una  empresa de consultoría de gestión especializada en el desarrollo de equipos directivos y salud organizacional. Previamente trabajó en la firma de consultoría Bain & Company, Oracle Corporation, y Sybase, donde fue vicepresidente de desarrollo organizativo.

## Libros
Patrick Lencioni es autor de nueve libros, entre los que cabe destacar: Y tú... ¿trabajas en una empresa sana o tóxica? (2013), Señales (2008), Reuniones que matan (2004), Las cinco disfunciones de un equipo (2003), Las cuatro obsesiones de un ejecutivo (2002), y Las cinco tentaciones de un directivo (1999).
Lencioni tiene un estilo narrativo que combina la fábula y el ensayo. Sus libros más conocidos comienzan con una historia ficticia que sirve de punto de partida para reflexionar sobre un tema y finalizan con la descripción pormenorizada de un modelo empresarial que resuelve la problemática planteada en el libro. 

## Y tú... ¿trabajas en una empresa sana o tóxica?
La idea central de este libro es que las organizaciones tóxicas desaprovechan la mayoría del conocimiento, la experiencia y el capital intelectual de los que disponen internamente. Por el contrario, las organizaciones sanas lo aprovechan casi todo, y este es el motivo de que tengan ventaja sobre sus competidores. 
El modelo que plantea Lencioni en este libro busca transformar las empresas tóxicas a través de cuatro disciplinas básicas: crear un equipo de liderazgo cohesivo, crear claridad, sobrecomunicar la claridad y reforzar la claridad.

## Reuniones que matan
Según Lencioni, las  reuniones en los lugares de trabajo “son dolorosas, frustrantemente largas y, en muchas ocasiones, inútiles”. Sin embargo, son fundamentales en la gestión de las organizaciones. En este libro, Lencioni propone una serie de métodos para hacer las reuniones atractivas, productivas y hasta divertidas.

## Las cinco disfunciones de un equipo
Las organizaciones no logran trabajar en equipo porque involuntariamente caen presa de cinco obstáculos naturales pero peligrosos, que Lencioni llama “las cinco disfunciones de un equipo”: ausencia de confianza, temor al conflicto, falta de compromiso, evitación de responsabilidades, y falta de atención a los resultados. Según explica Lencioni en este libro, cada una de estas disfunciones tiene su contraparte positiva que convierte a los equipos disfuncionales en cohesionados.